# Persone di cognome Jovanović
| Questa pagina contiene informazioni ricavate automaticamente dalle voci biografiche con l'ausilio del template Bio e di un bot. L'aggiornamento è periodico e automatico e ricostruisce completamente la pagina. Se manca una persona in questa lista, sei pregato di non aggiungerla, ma accertati piuttosto che la sua voce biografica contenga il template Bio e che i dati anagrafici siano correttamente compilati. Se il template Bio manca, inseriscilo tu stesso o, in alternativa, metti l'avviso {{tmp\|Bio}} che ne segnala la mancanza. Se i dati riportati sono sbagliati, correggi direttamente la voce biografica; le modifiche saranno visibili in questa lista entro pochi giorni. Per chiarimenti vedi il progetto antroponimi. La lista contiene solo le 61 persone che sono citate nell'enciclopedia e per le quali è stato implementato correttamente il template Bio. Pagina aggiornata al 7 ago 2025. |

Questa è una lista di persone presenti nell'enciclopedia che hanno il cognome Jovanović, suddivise per attività principale.

## Allenatori di calcio(1)
- Ivan Jovanović, allenatore di calcio e ex calciatore serbo (Loznica, n. 1962)

## Allenatori di pallacanestro(2)
- Vlada Jovanović, allenatore di pallacanestro serbo (Čačak, n. 1973)
- Vladimir Jovanović, allenatore di pallacanestro serbo (Mladenovac, n. 1984)

## Arbitri di calcio(1)
- Srđan Jovanović, arbitro di calcio serbo (Belgrado, n. 1986)

## Calciatori(30)
- Branislav Jovanović, ex calciatore serbo (Belgrado, n. 1985)
- Marko Jovanović, ex calciatore serbo (Belgrado, n. 1988)
- Milan Jovanović, ex calciatore serbo (Čačak, n. 1981)
- Nikola Jovanović, ex calciatore jugoslavo (Cettigne, n. 1952)
- Zoran Jovanović, calciatore svedese (Malmö, n. 1986)
- Aleksandar Jovanović, ex calciatore bosniaco (Sarajevo, n. 1984)
- Borislav Jovanović, ex calciatore serbo (Sremska Mitrovica, n. 1986)
- Igor Jovanović, calciatore croato (Zagabria, n. 1989)
- Ivan Jovanović, ex calciatore serbo (Leskovac, n. 1978)
- Lazar Jovanović, calciatore serbo (Belgrado, n. 1993)
- Milan Jovanović, ex calciatore montenegrino (Čačak, n. 1983)
- Nemanja Jovanović, calciatore serbo (Negotin, n. 1984)
- Nenad Jovanović, calciatore serbo (Belgrado, n. 1988)
- Saša Jovanović, calciatore serbo (Lazarevac, n. 1991)
- Aleksa Jovanović, calciatore serbo (Bor, n. 1999)
- Aleksandar Jovanović, calciatore serbo (Niš, n. 1992)
- Aleksandar Jovanović, ex calciatore australiano (Melbourne, n. 1989)
- Anđelko Jovanović, calciatore montenegrino (n. 1999)
- Dragan Jovanović, calciatore jugoslavo (Belgrado, n. 1903 - Belgrado, † 1936)
- Lazar Jovanović, calciatore serbo (Novi Sad, n. 2006)
- Mihailo Jovanović, calciatore serbo (Užice, n. 1989)
- Miodrag Jovanović, calciatore e allenatore di calcio jugoslavo (Belgrado, n. 1922 - † 2009)
- Miroje Jovanović, ex calciatore montenegrino (n. 1987)
- Petar Jovanović, ex calciatore bosniaco (Tuzla, n. 1982)
- Ranisav Jovanović, ex calciatore tedesco (Berlino Ovest, n. 1980)
- Saša Jovanović, ex calciatore serbo (Belgrado, n. 1993)
- Strahinja Jovanović, calciatore serbo (Belgrado, n. 1999)
- Vlastimir Jovanović, calciatore bosniaco (Doboj, n. 1985)
- Vukašin Jovanović, calciatore serbo (Belgrado, n. 1996)
- Đorđe Jovanović, calciatore serbo (Leposavić, n. 1999)

## Cantanti(1)
- Nikolija, cantante e rapper serba (Zagabria, n. 1989)

## Cestiste(5)
- Branka Jovanović, ex cestista jugoslava (Belgrado, n. 1950)
- Milica Jovanović, cestista montenegrina (Nikšić, n. 1989)
- Nevena Jovanović, cestista serba (Kraljevo, n. 1990)
- Snežana Jovanović, ex cestista jugoslava (Čačak, n. 1973)
- Tina Jovanović, cestista serba (Sarajevo, n. 1991)

## Cestisti(7)
- Borko Jovanović, cestista jugoslavo (n. 1931)
- Srđan Jovanović, ex cestista serbo (Belgrado, n. 1976)
- Zoran Jovanović, ex cestista e allenatore di pallacanestro jugoslavo (Belgrado, n. 1965)
- Marko Jovanović, ex cestista serbo (Niš, n. 1982)
- Nikola Jovanović, cestista serbo (Belgrado, n. 1994)
- Slobodan Jovanović, cestista serbo (Belgrado, n. 1997)
- Đorđije Jovanović, cestista montenegrino (Podgorica, n. 2003)

## Giocatori di football americano(1)
- Igor Jovanović, giocatore di football americano serbo

## Militari(1)
- Zvezdan Jovanović, ex militare e criminale serbo (Peć, n. 1965)

## Musicisti(1)
- Žarko Jovanović, musicista e compositore serbo (Batajnica, n. 1925 - Parigi, † 1985)

## Nuotatrici(1)
- Sanja Jovanović, ex nuotatrice croata (Ragusa, n. 1986)

## Pallamaniste(1)
- Marija Jovanović, ex pallamanista montenegrina (Podgorica, n. 1985)

## Partigiani(1)
- Arso Jovanović, partigiano e generale jugoslavo (Podgorica, n. 1907 - Vršac, † 1948)

## Pittori(1)
- Paja Jovanović, pittore serbo (Vršac, n. 1859 - Vienna, † 1957)

## Poeti(1)
- Jovan Jovanović Zmaj, poeta serbo (Novi Sad, n. 1833 - Sremska Kamenica, † 1904)

## Politici(3)
- Blažo Jovanović, politico e partigiano jugoslavo (Podgorica, n. 1907 - Igalo, † 1976)
- Dragoljub Jovanović, politico jugoslavo (Pirot, n. 1895 - Belgrado, † 1977)
- Slobodan Jovanović, politico jugoslavo (Novi Sad, n. 1869 - Londra, † 1958)

## Scrittori(1)
- Borislav Jovanović, scrittore montenegrino (Danilovgrad, n. 1941)

## Tenniste(1)
- Ana Jovanović, ex tennista serba (Belgrado, n. 1984)

## Tennisti(1)
- Boro Jovanović, tennista jugoslavo (Zagabria, n. 1939 - † 2023)